# Góraliki
Góraliki – dawna kolonia w Polsce położona w województwie kujawsko-pomorskim, w powiecie brodnickim, w gminie Jabłonowo Pomorskie.
W latach 1975–1998 miejscowość administracyjnie należała do województwa toruńskiego.
Nazwę zniesiono z 2023 r.